# Bertoldo de Baviera
Bertoldo (c.900 - 23 de noviembre de 947), miembro de la dinastía Luitpoldinga, fue el hijo menor del margrave Luitpoldo de Baviera y Cunigunda, y sucesor del duque Everardo como duque de Baviera en 938.
Se sabe que Bertoldo fue conde de Carintia en 926 y en 927, el rey Enrique I el Pajarero le hizo duque. En 938 Otón I de Alemania desposeyó a Everardo de Baviera y situó a Bertoldo en su lugar. A diferencia de los poderes del duque Arnulfo de Baviera, y su hermano mayor, a Bertoldo no se le dio el derecho de nombrar obispos o administrar la propiedad real, pero se mantuvo fiel a la Dinastía otoniana. Bertoldo tenía previsto casarse con Gerberga, hermana de Otón I de Alemania y, más tarde, con Hedwige, otra hermana, pero estos planes se deshicieron. En su lugar, se casó con Biltrude, una noble de Baviera. 
En 943, trató de derrotar a los magiares y evitó sus ataques por un tiempo, como Arnulfo de Baviera había hecho antes que él. Unió Carintia a Baviera, pero se separararon a su muerte, y su hijo Enrique recibió Carintia, mientras el ducado de Baviera fue entregado a Enrique I, el hermano de Otón I de Alemania.